# Svätý Jur
Svätý Jur (1960–1990 Jur pri Bratislave, německy Sankt Georgen, maďarsky Szentgyörgy) je město v Bratislavském kraji na Slovensku, čtrnáct kilometrů od centra Bratislavy. Historické jádro Svatého Juru bylo v roce 1990 vyhlášeno městskou památkovou rezervací. Toto vinohradnické městečko, jehož tradice sahá více než 800 let do historie, leží na úpatí Malých Karpat. Ve městě žije přibližně 5 900 obyvatel.

## Historie
První písemná zmínka o městě pochází z roku 1209. V roce 1241 bylo město poničené nájezdem Tatarů. V letech 1271 a 1273 bylo město poničené vojsky Přemysla Otakara II. V roce 1840 byl zprovozněn první úsek  koněspřežné dráhy Bratislava – Trnava – Sereď, který vedl z Bratislavy do Svätého Jura.

## Přírodní poměry
Ve správním území města leží národní přírodní rezervace Šúr, přírodní rezervace Jurské jazero a chráněný areál Svätojurské hradisko.

## Pamětihodnosti
- Kostel svatého Jiří (slovensky kostol svätého Juraja)
- Pálffyovský kaštel[6]
- Staniční budova koněspřežné dráhy[5][6]

## Osobnosti
- Jindřich Jaroslav Clam–Martinic (1826–1887), český a předlitavský politik
- Ármin Vámbéry (1832–1913), uherský orientalista, jazykovědec a cestovatel
- Alexander Zahlbruckner (1860–1938), rakouský botanik
- Viktor Kubal (1923–1997), slovenský výtvarník a filmový režisér
- František Srna (1932–1973), slovenský silniční motocyklový závodník
- Dušan Hergott (1959-2006) , slovenský hudebník, zpěvák, bubeník a bavič

## Partnerská města
- Bělá pod Bezdězem, Česko
- Miroslav, Česko
- San Giorgio Piacentino, Itálie

## Fotogalerie

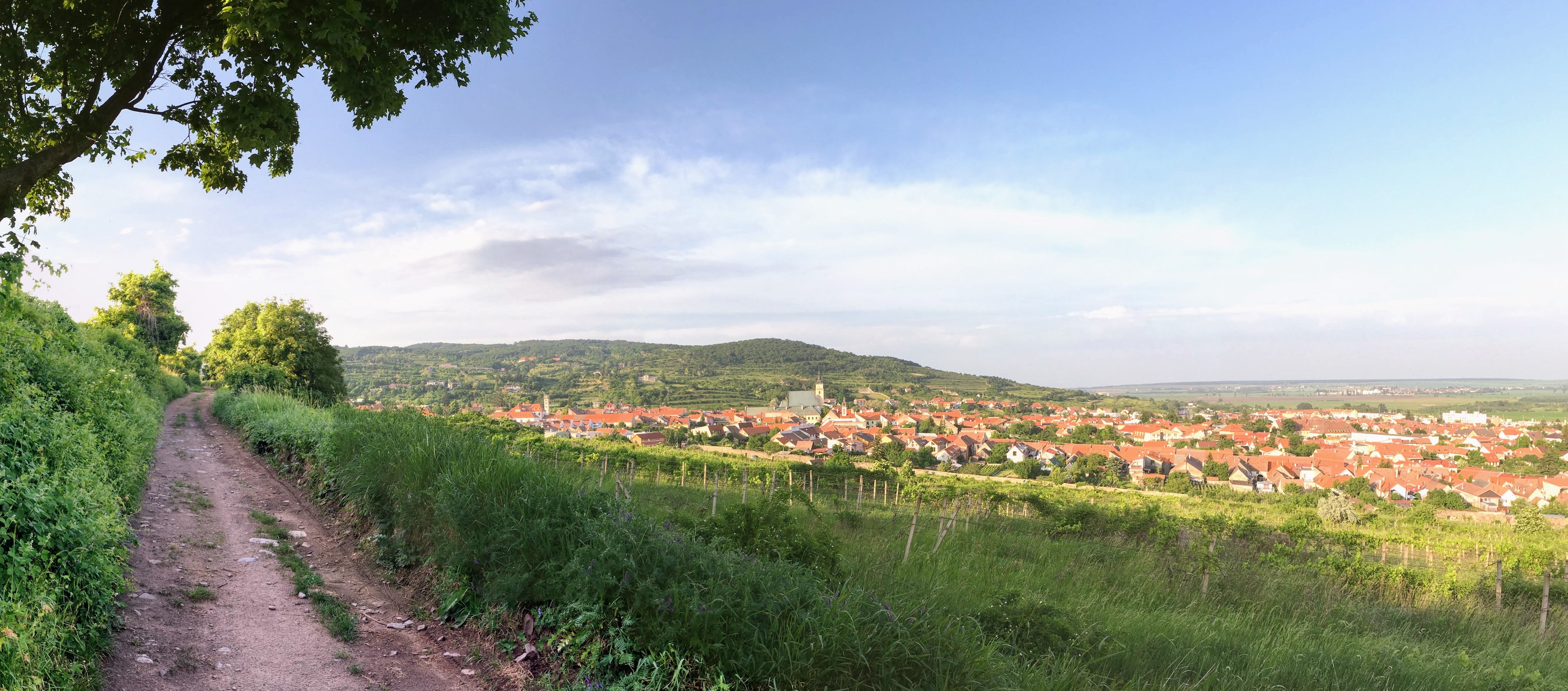
Pohled na Svatý Jur
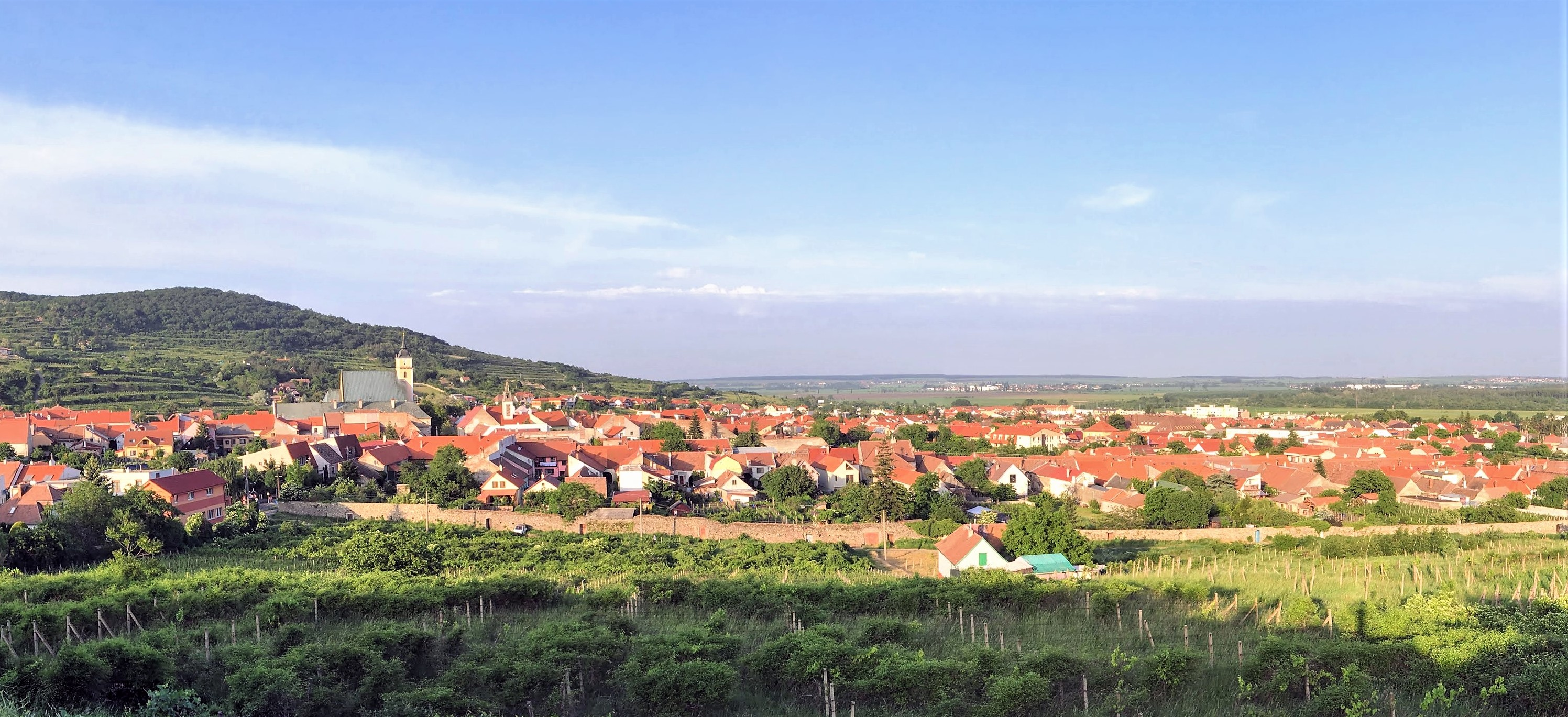
Svatý Jur večer
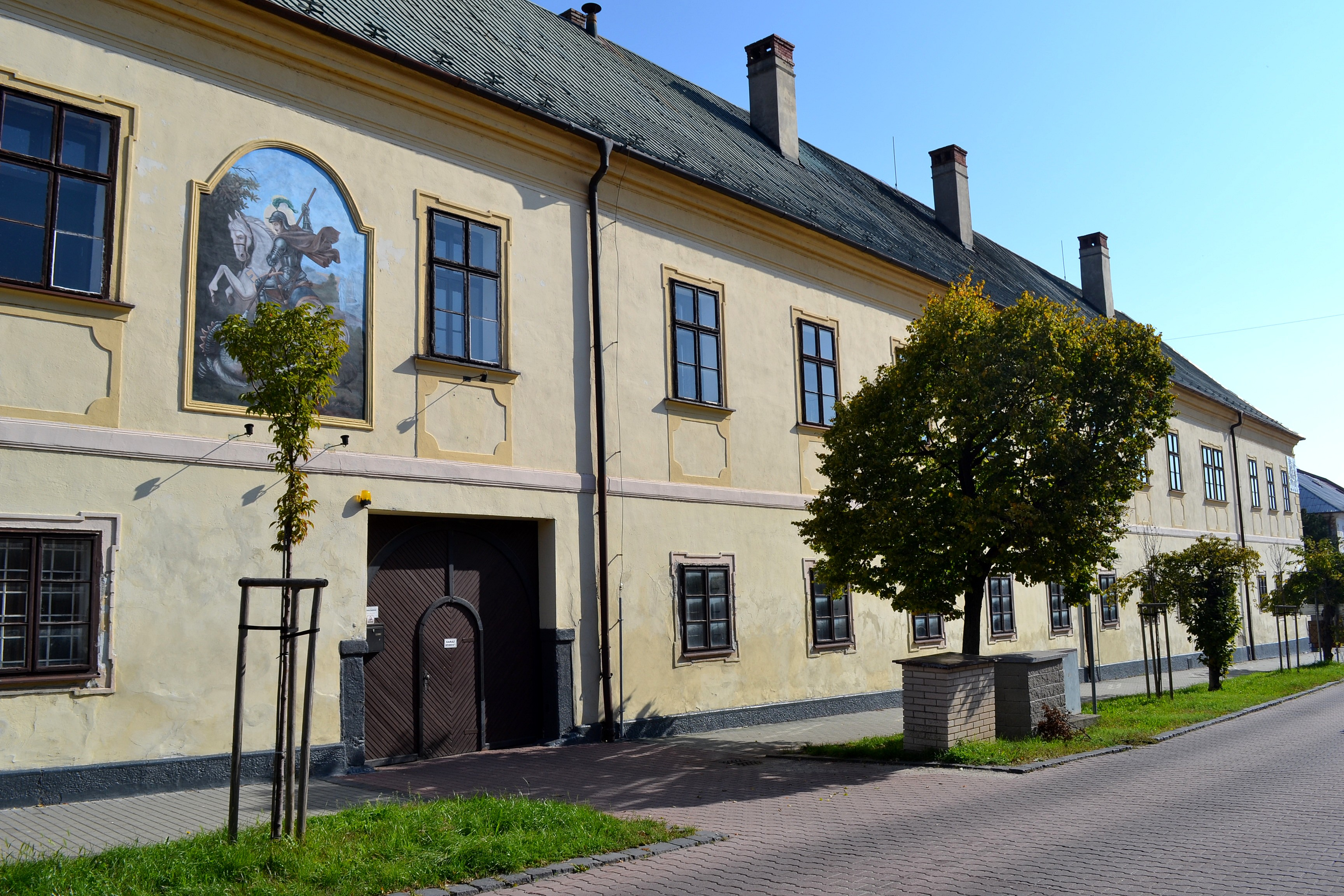
Budova piaristického kláštera
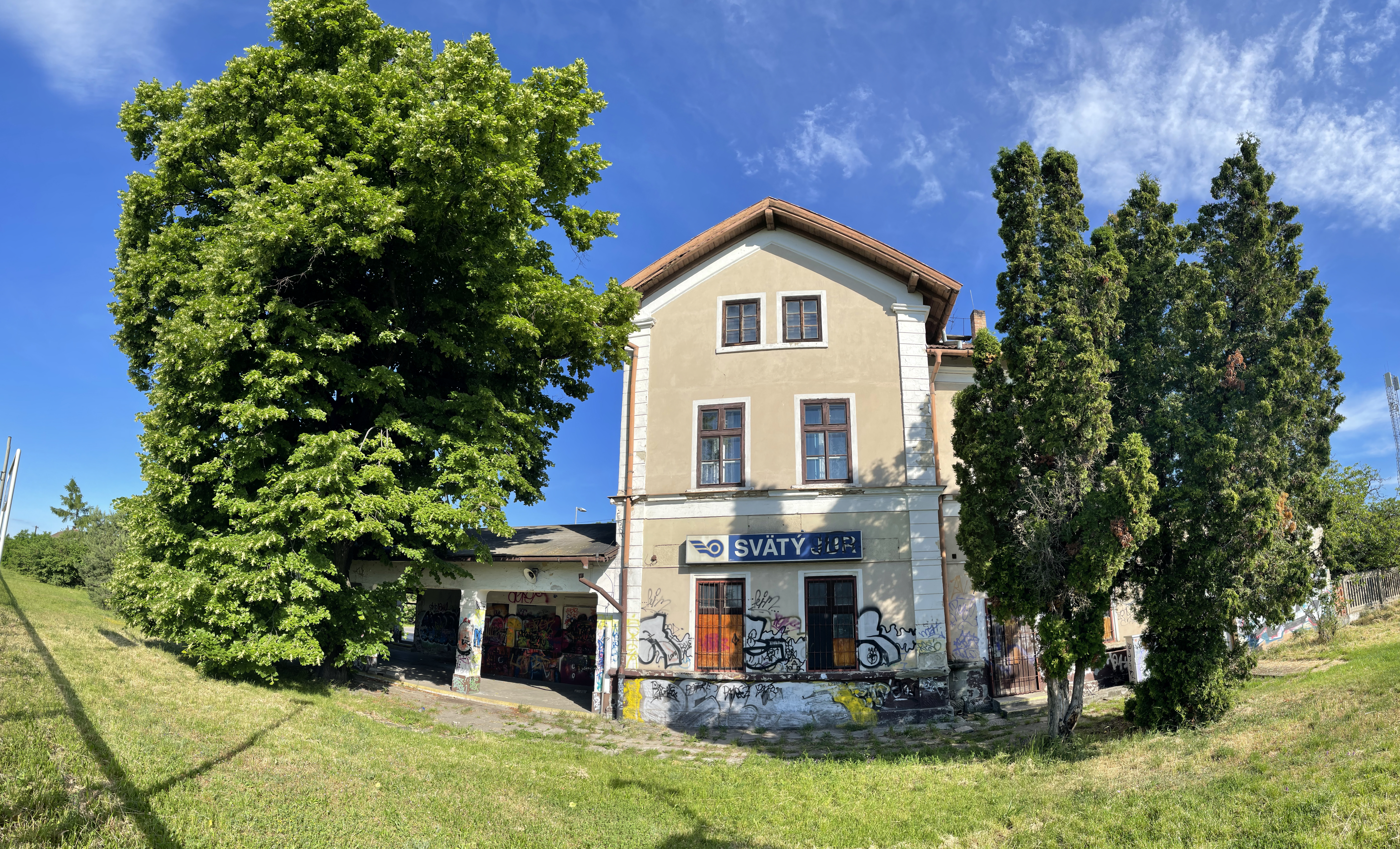
Původní budova nádraží
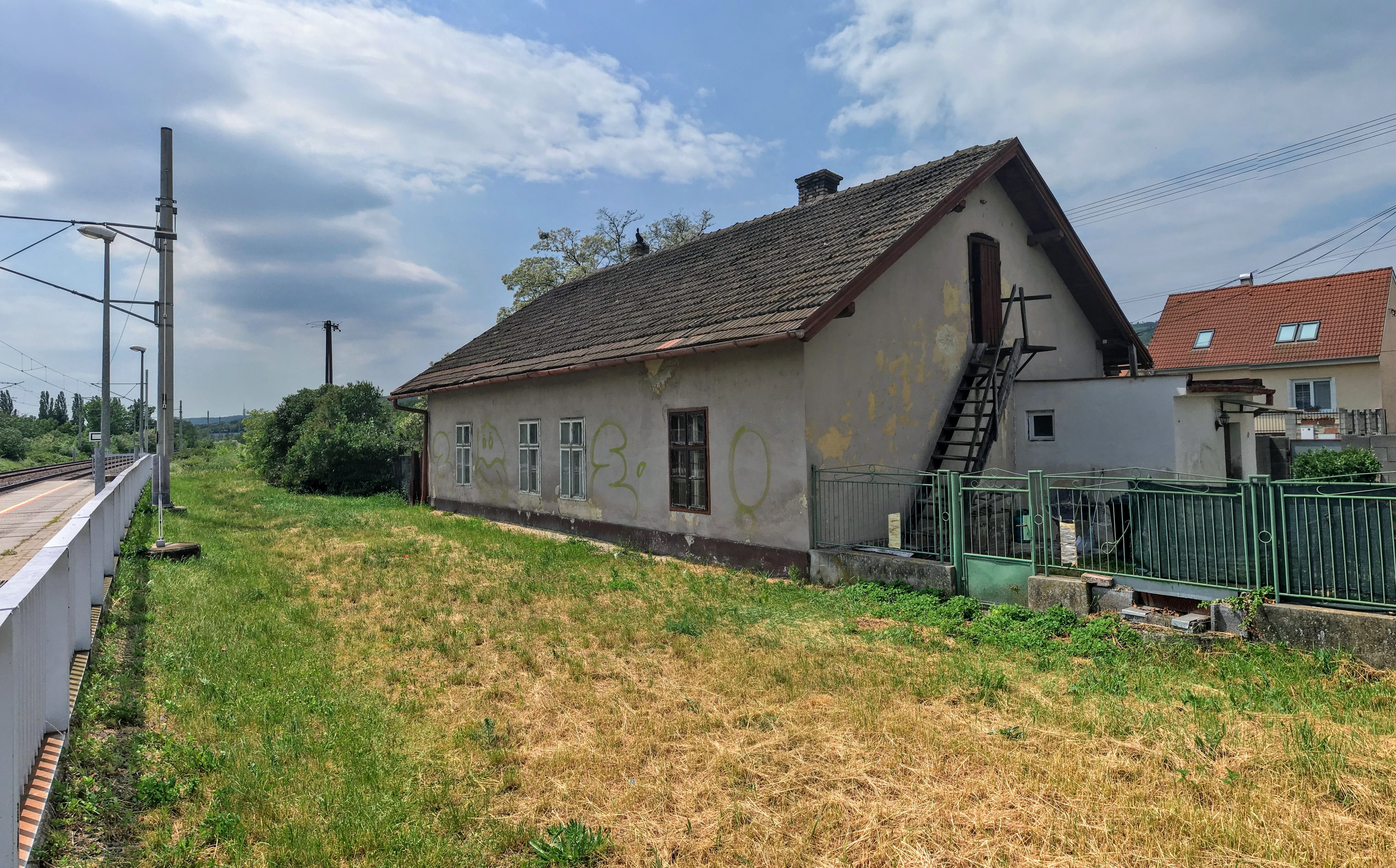
Budova první koňské železnice v Uhrách
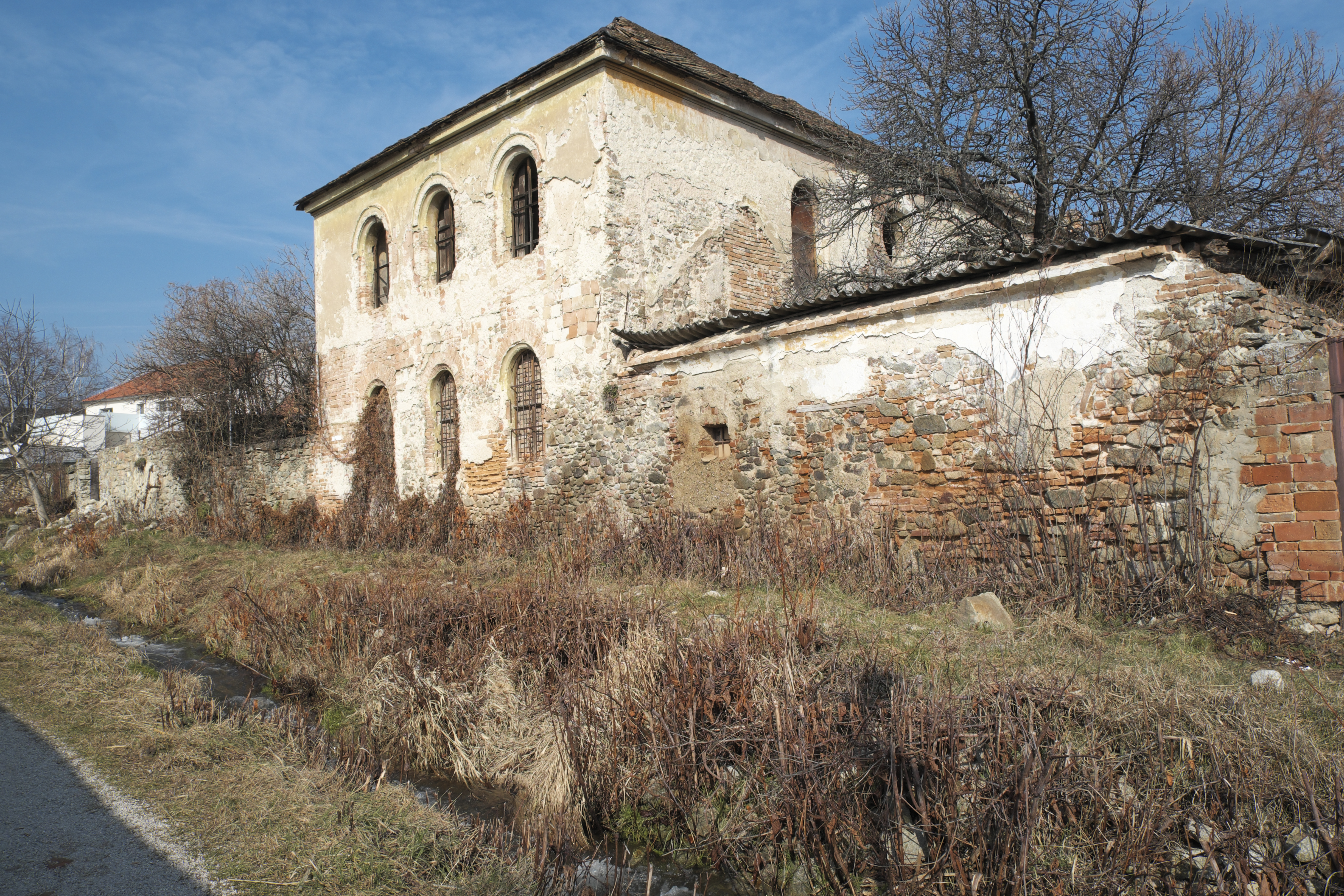
Židovská synagoga
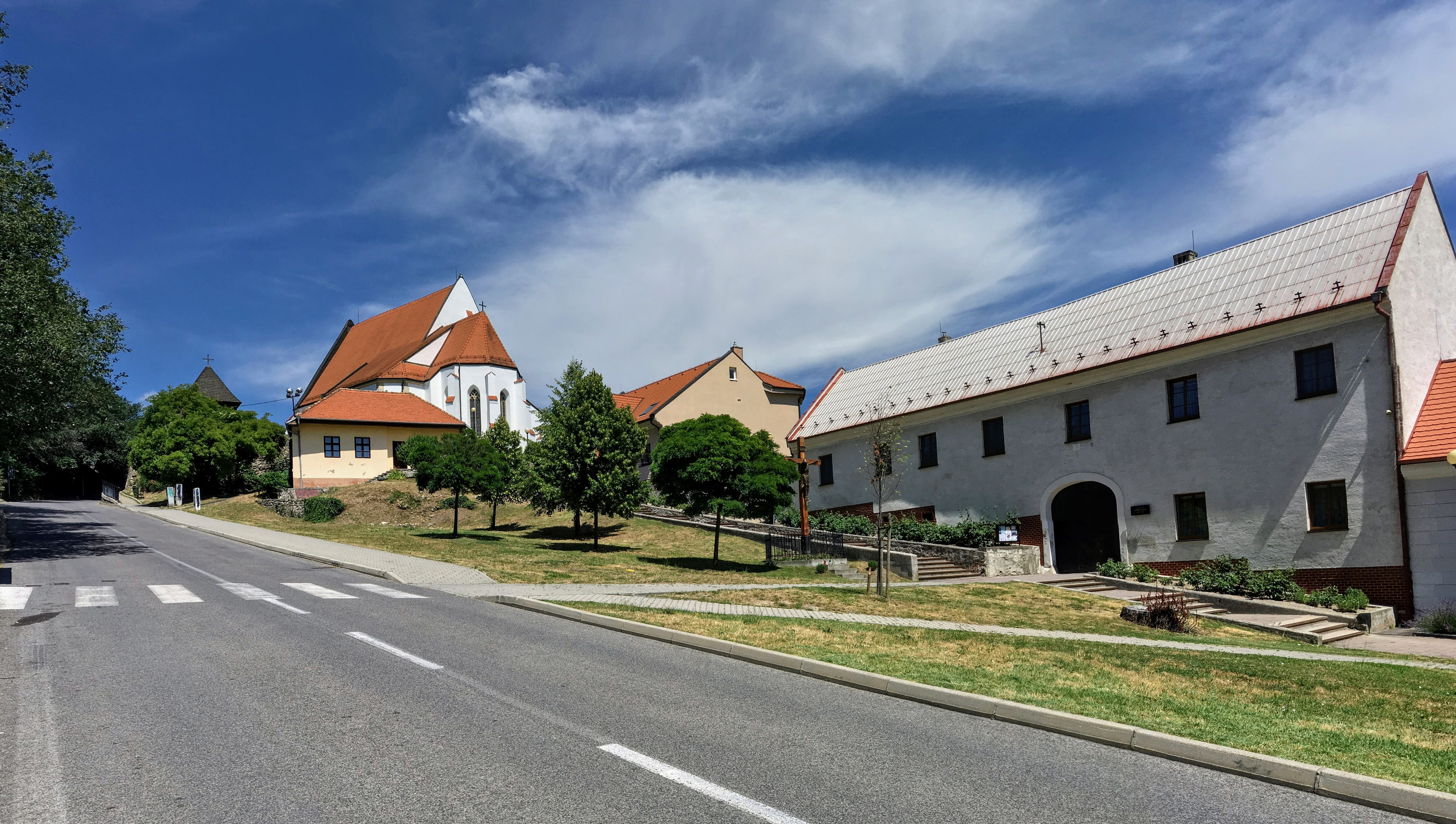
Kostol svatého Jiřího (Horní kostel)
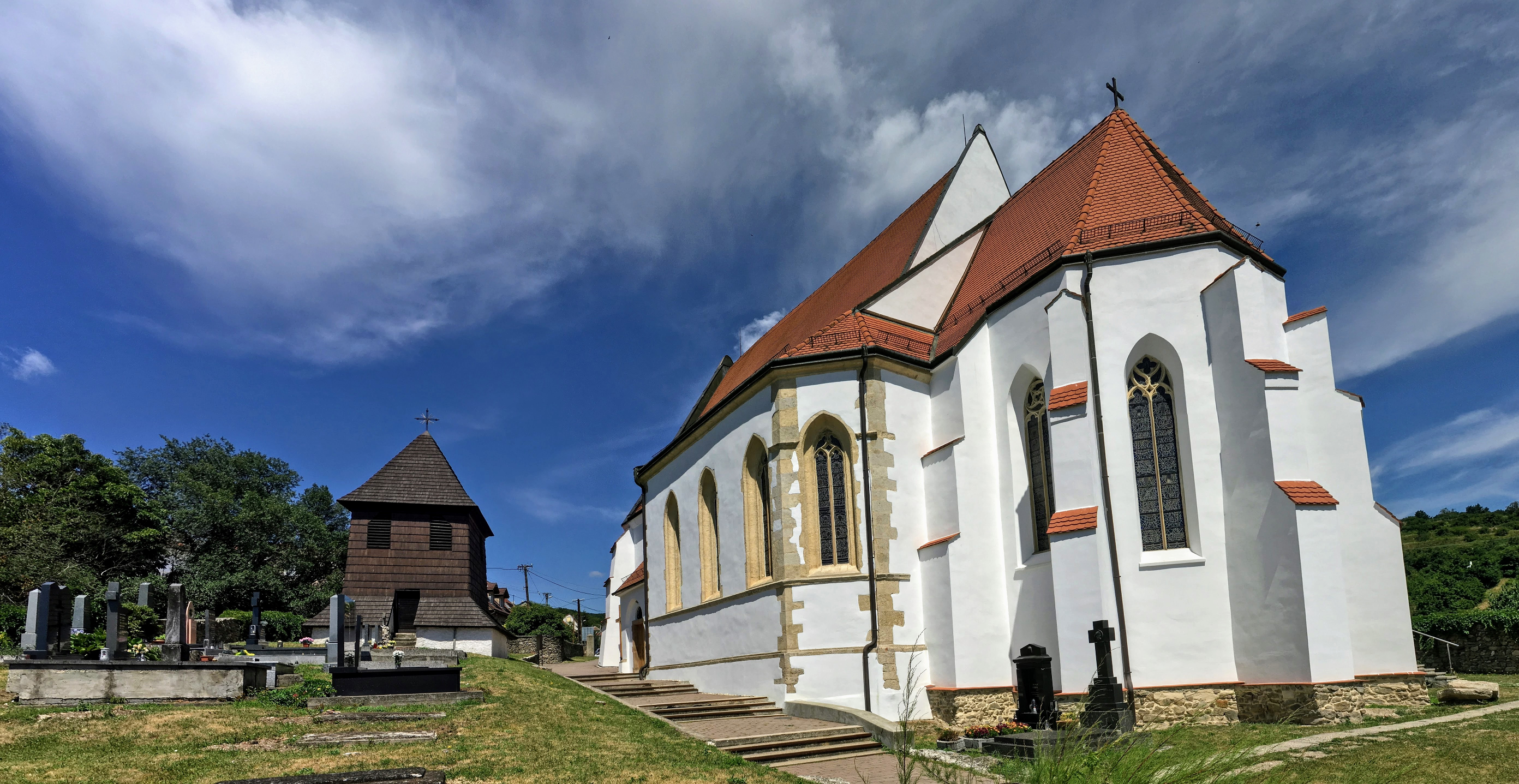
Kostol svatého Jiřího s historickou dřevěnou zvonicí (Horní kostel)
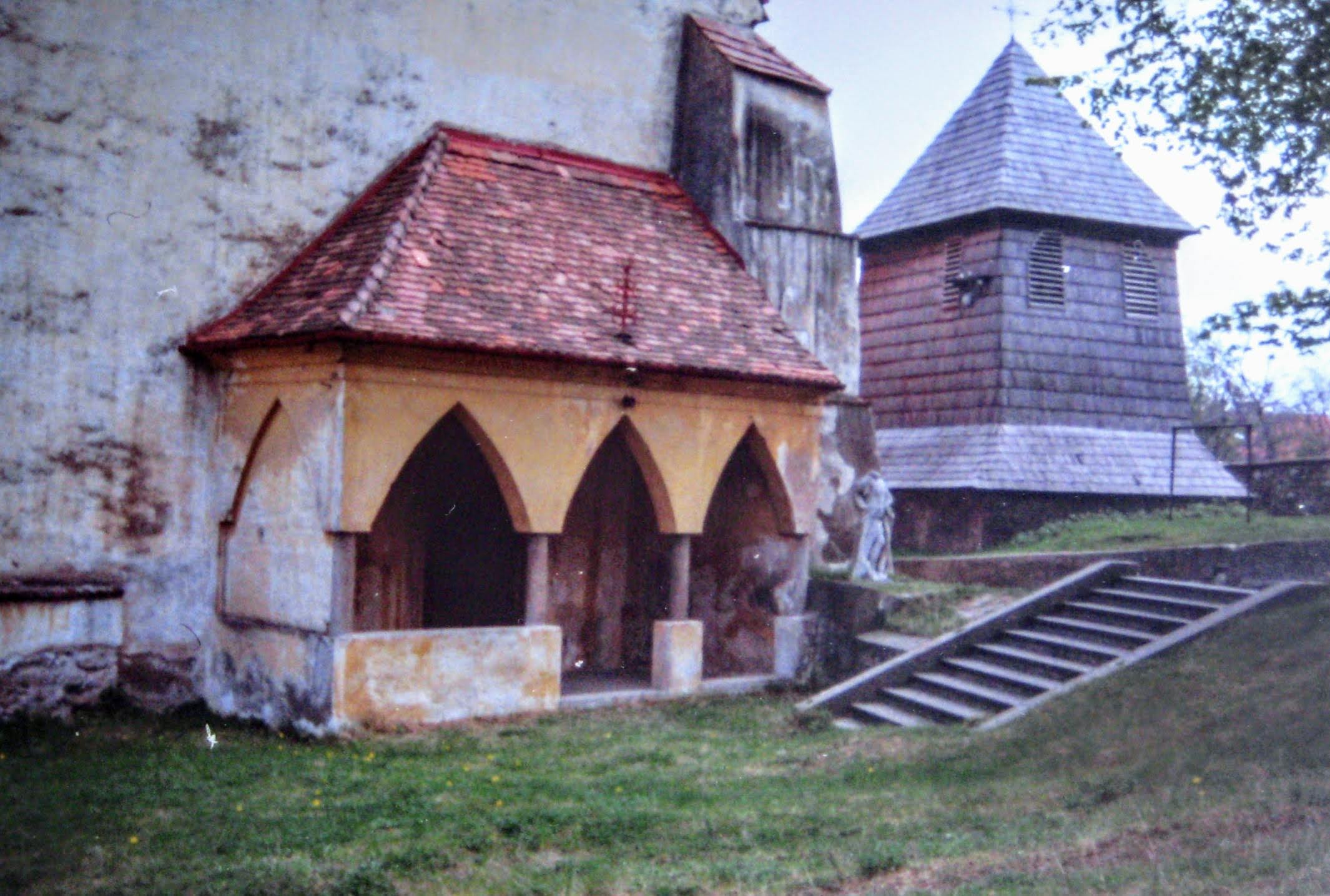
Kostol svatého Jiřího - zadní vstup (1990)
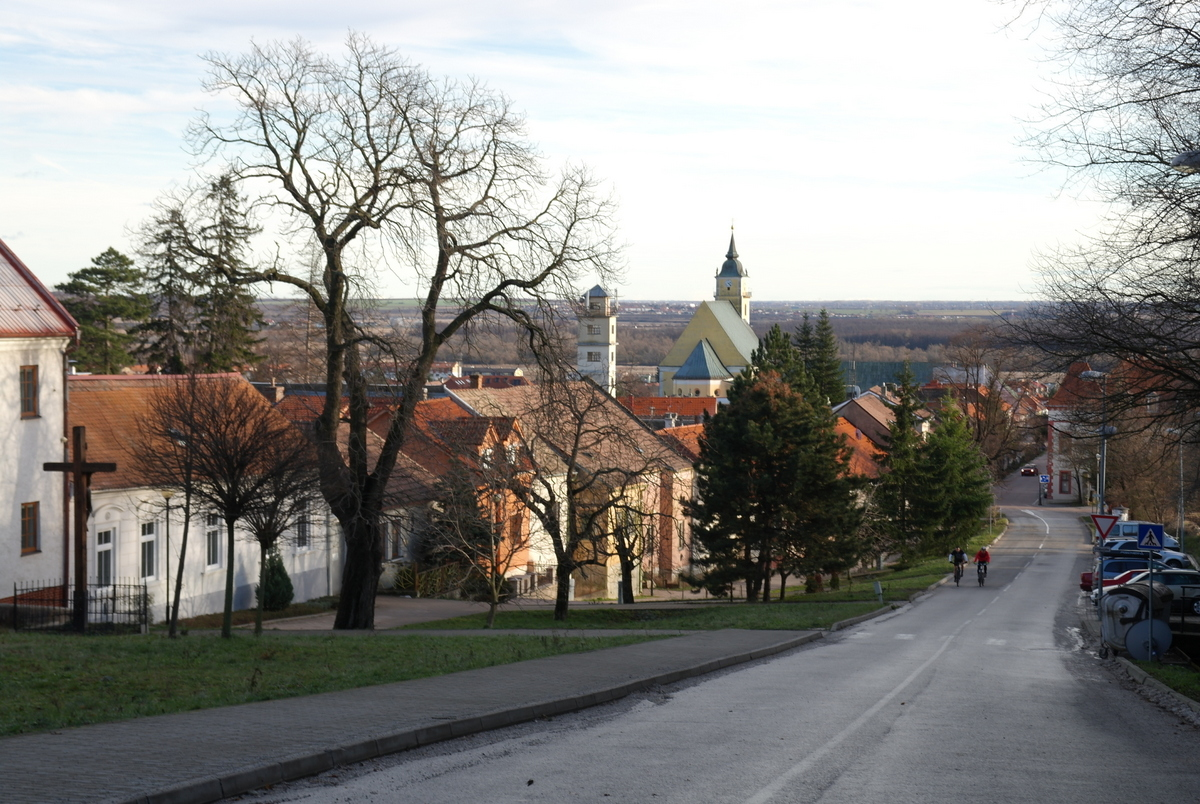
Horné předměstí (pohled od Nešticha na město)
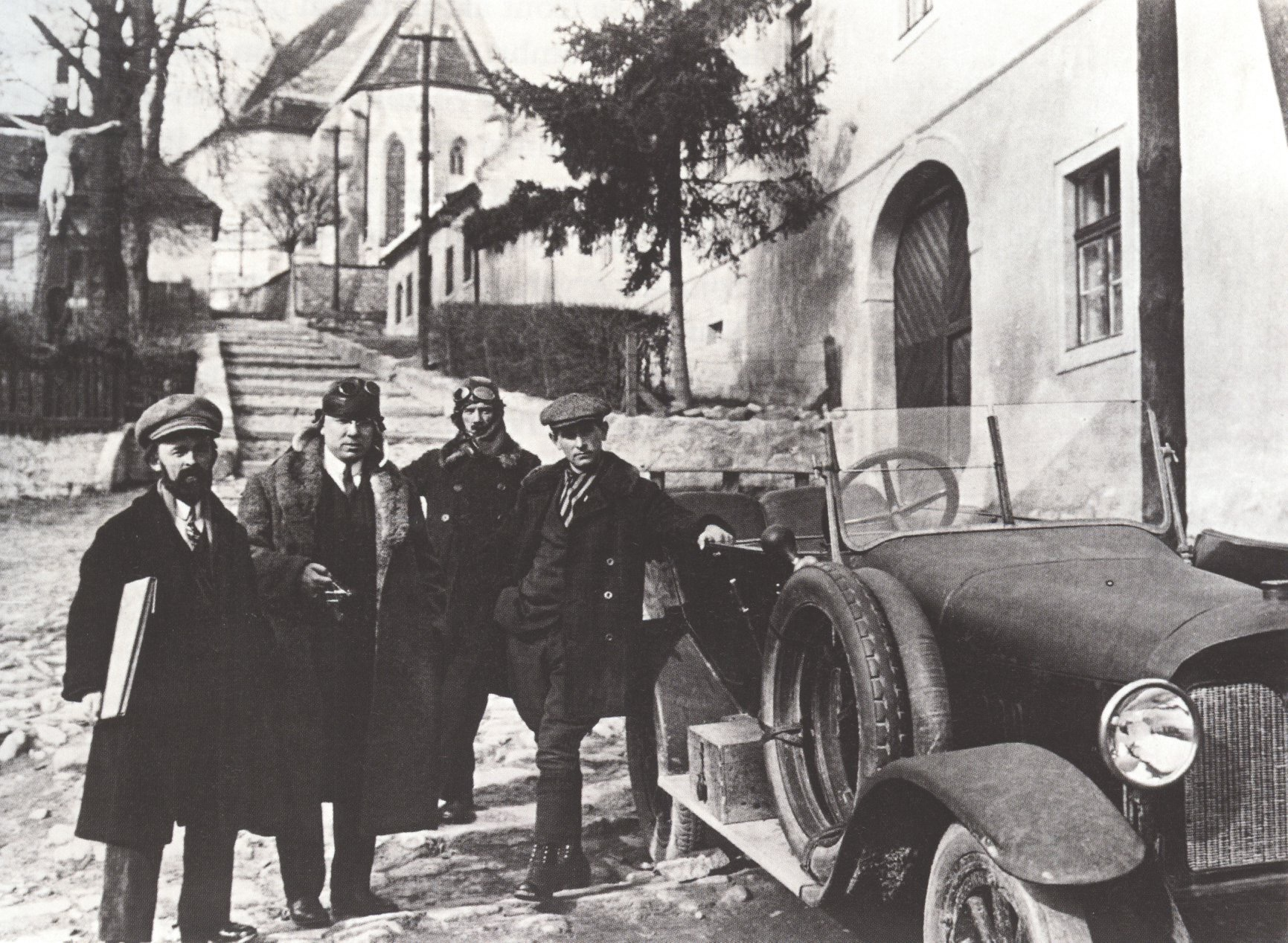
Horné předměstí (1928)
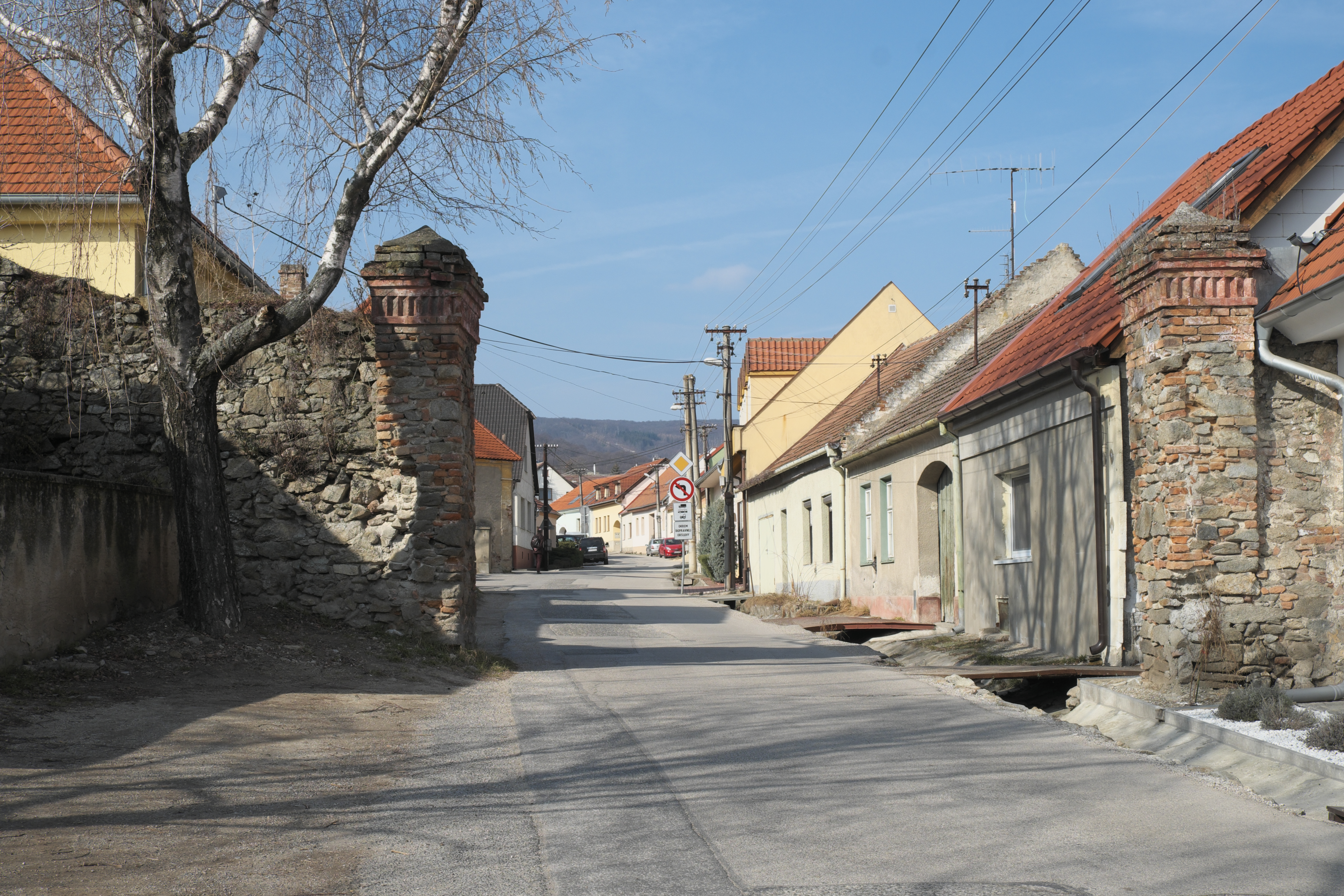
Bývalá brána městského opevnění na Pezinské ulici
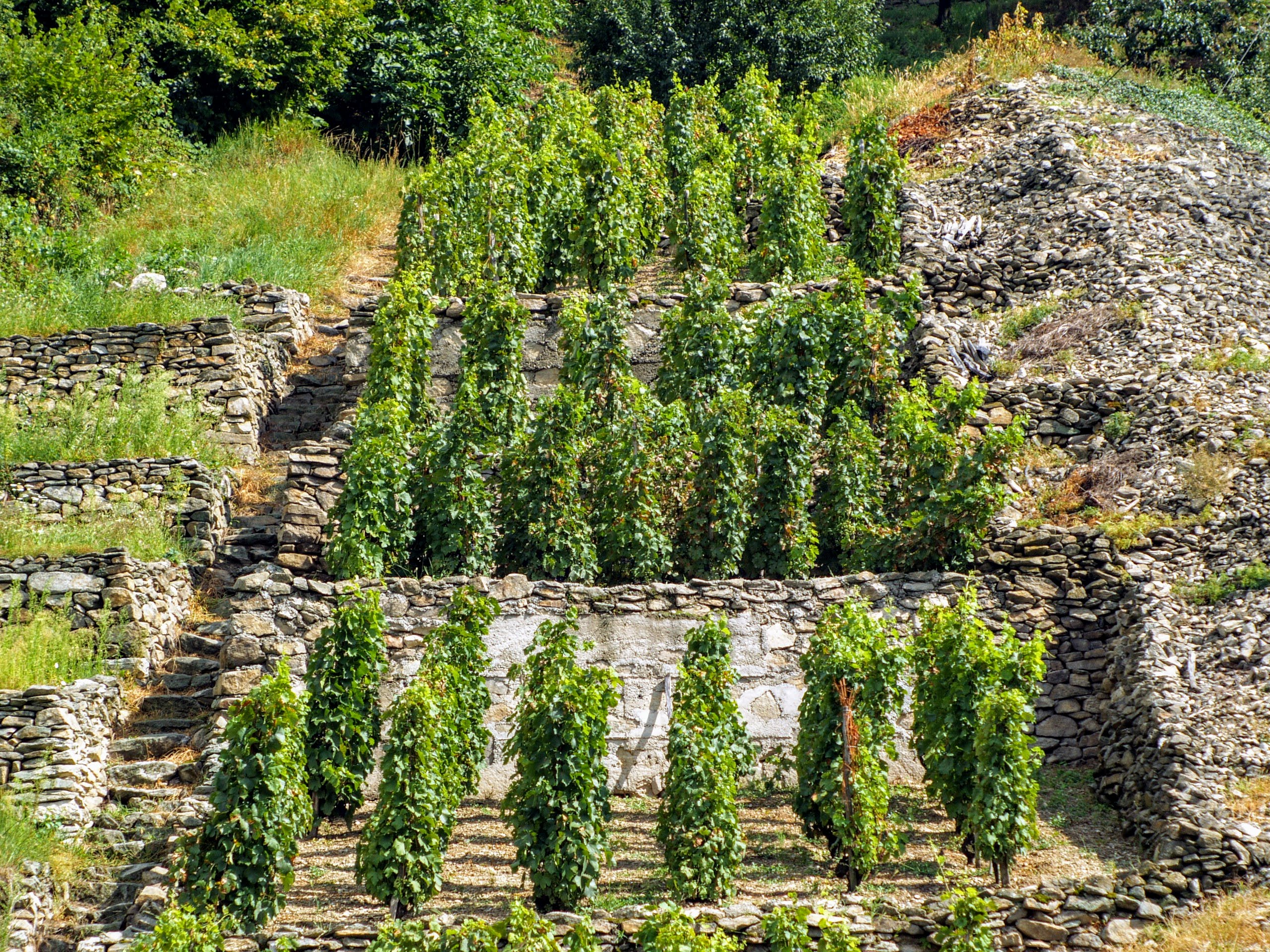
Tradiční terasovitá forma vinohradnictví v Jure (Neštich)
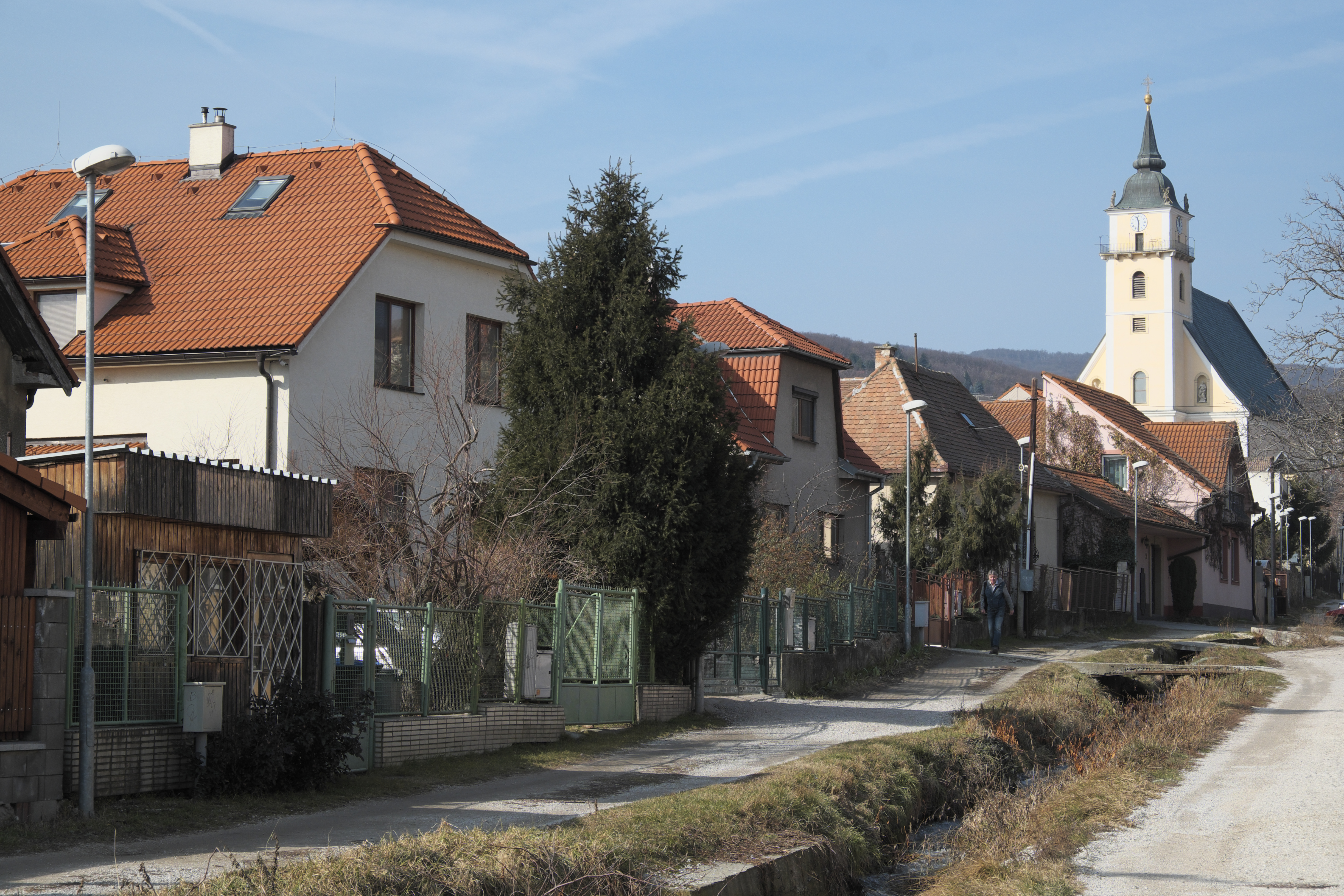
Mikovíniho ulice (také známe pod označením Šance)
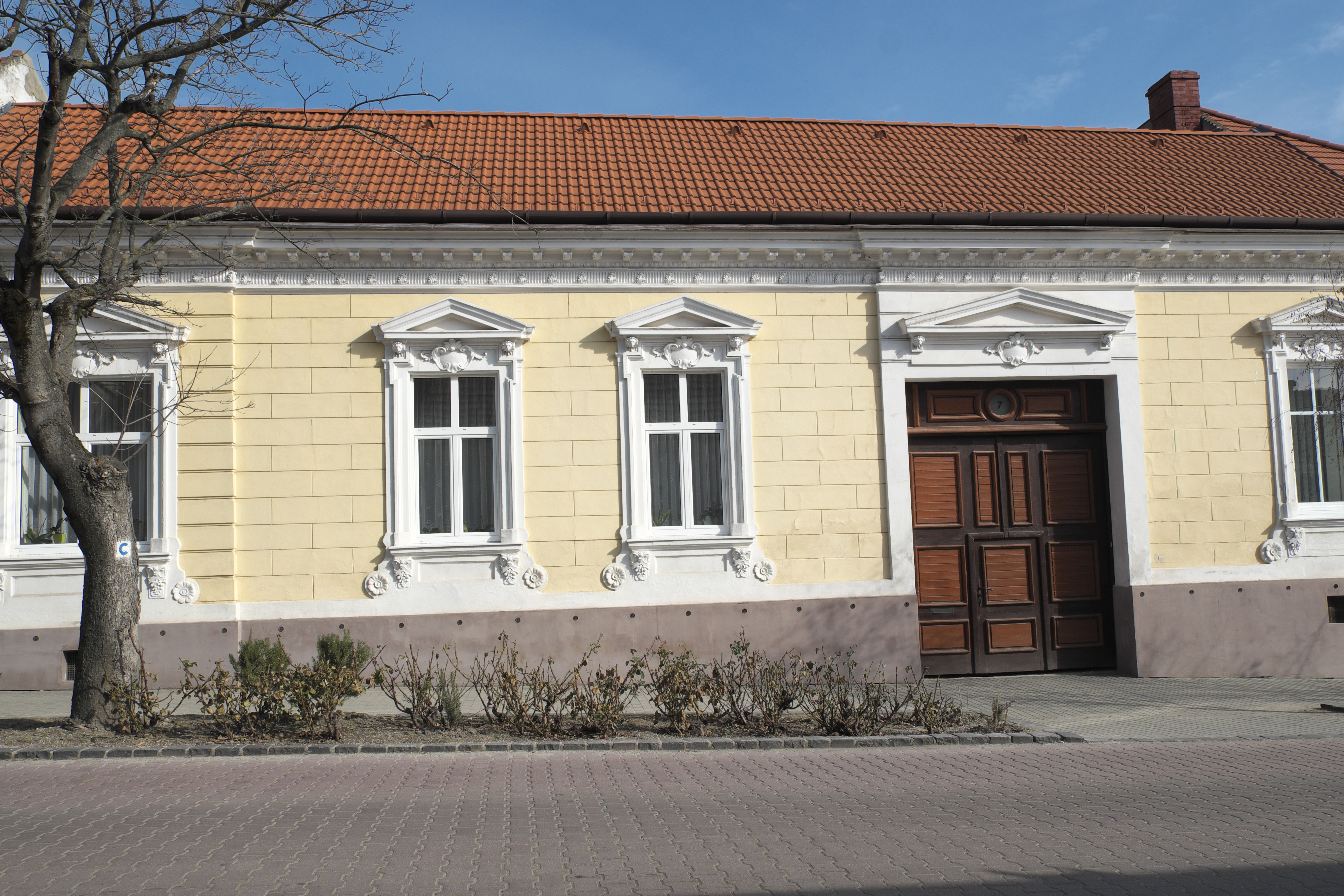
Německé domy na Prostřední ulici
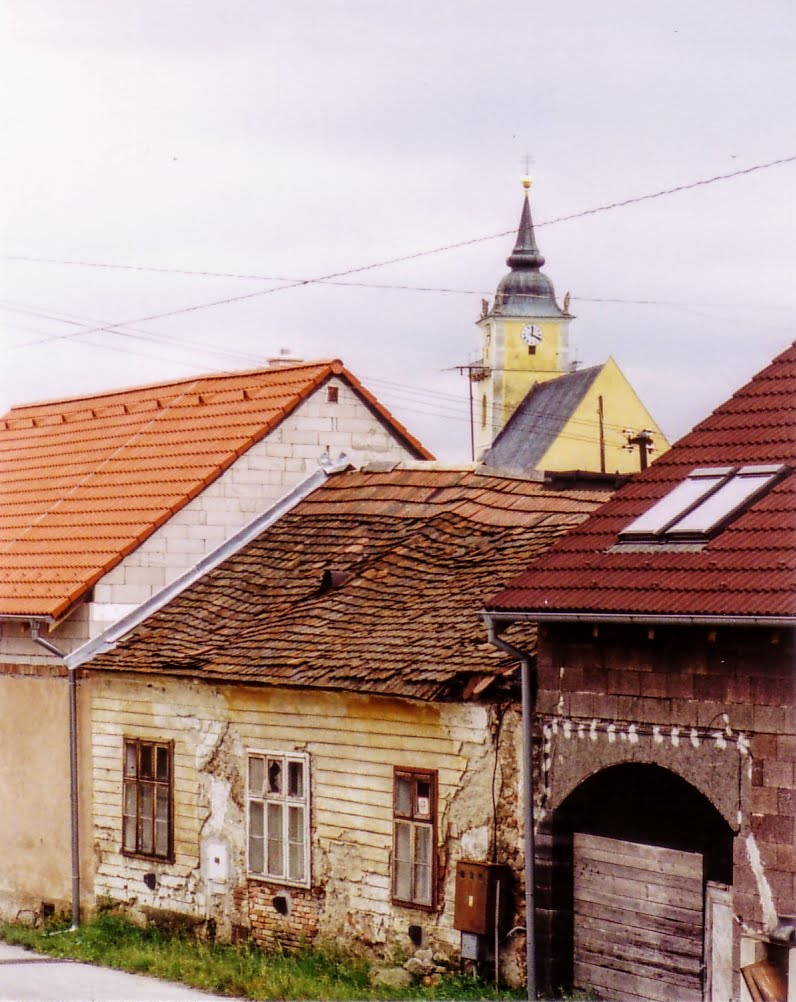
Příklad staré zástavby v horní části Pezinské ulice
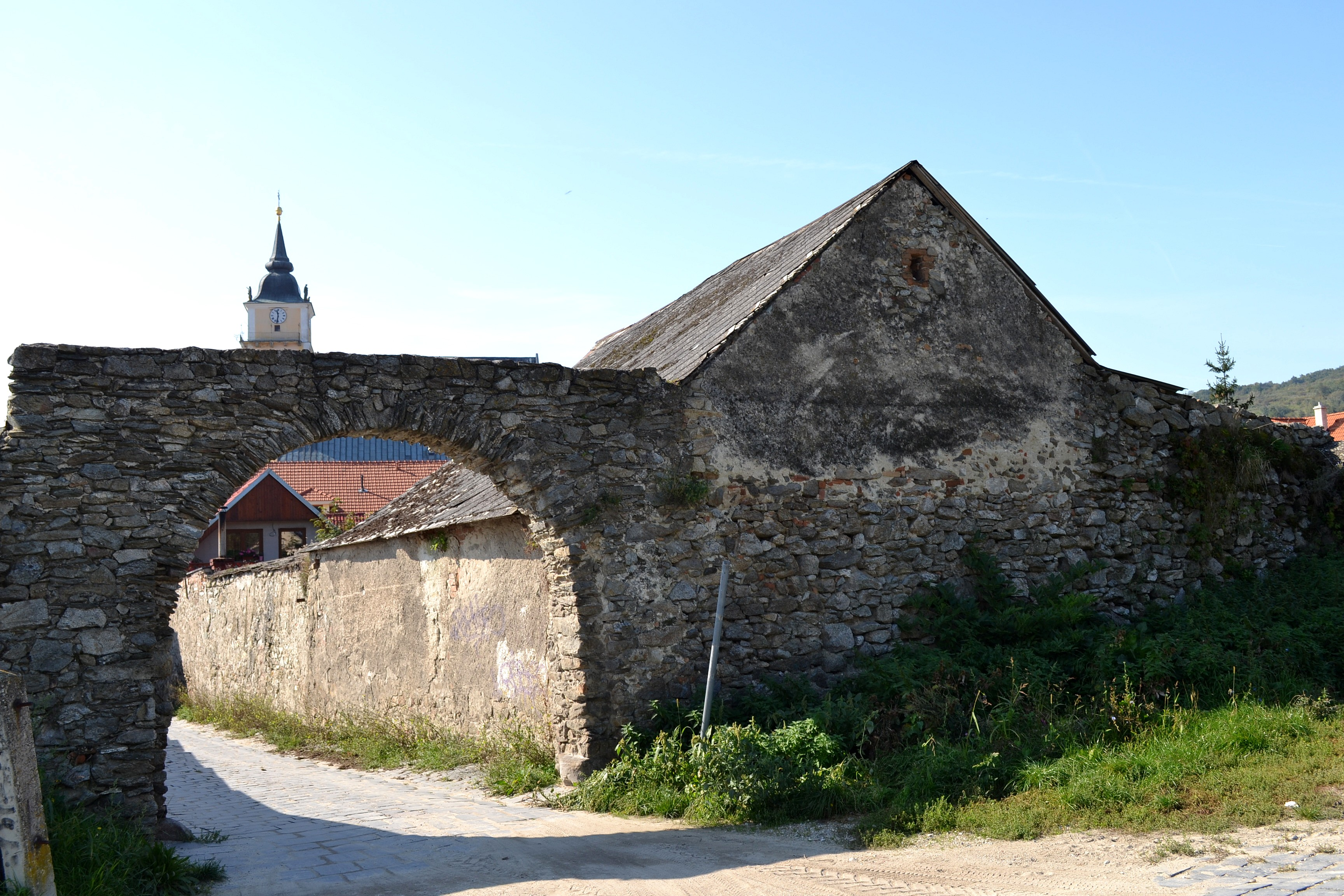
Mestská brána
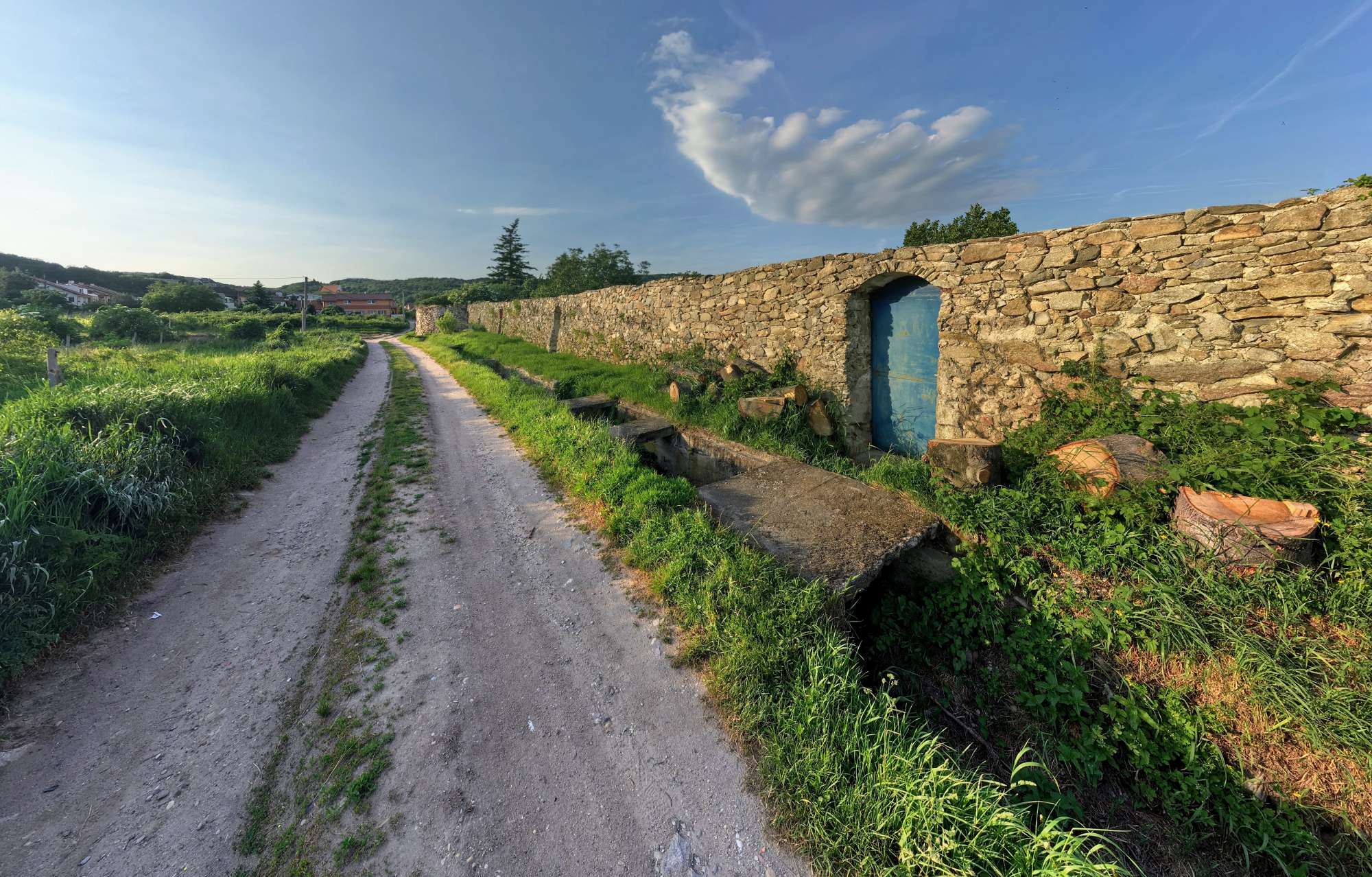
Městské opevnění
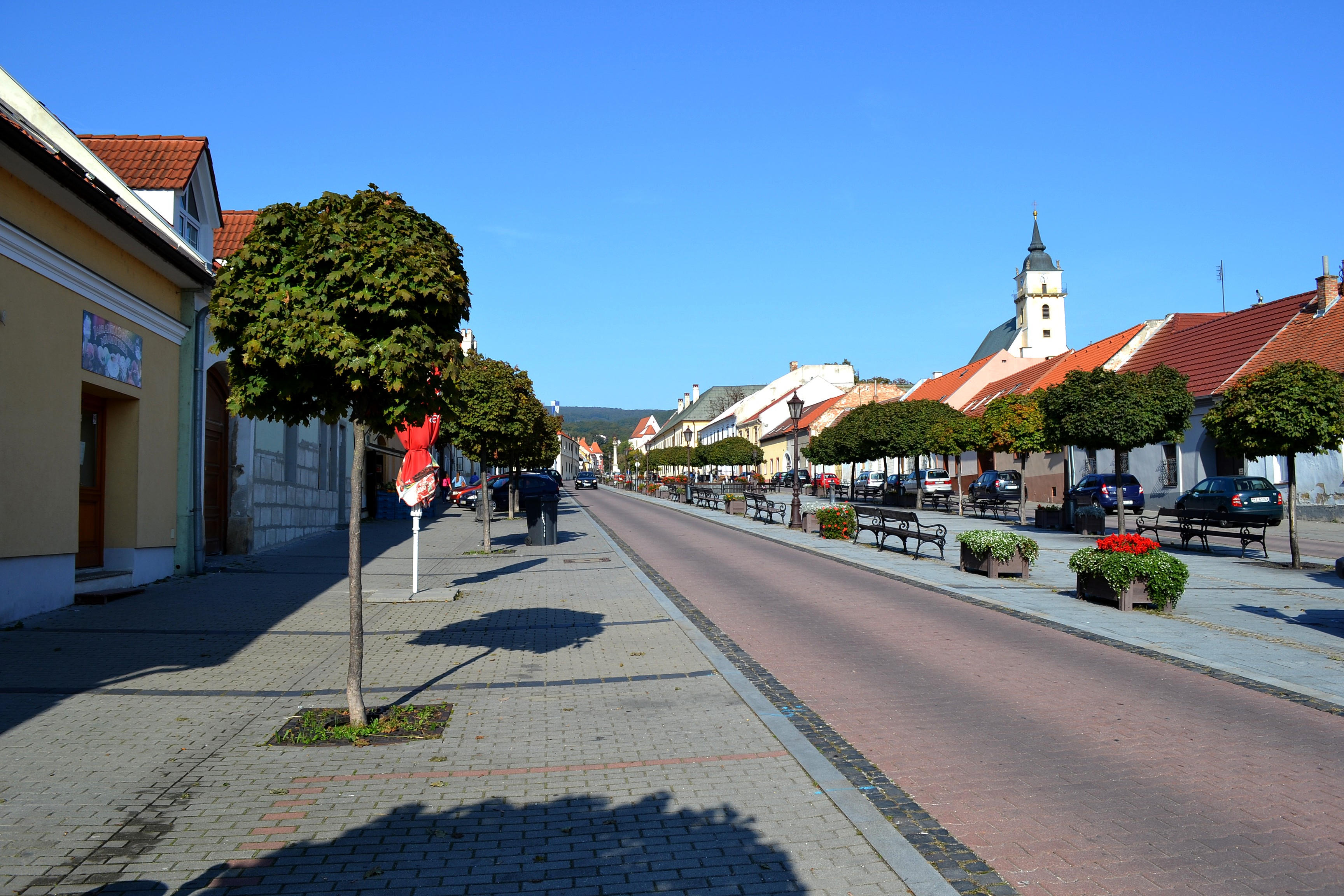
Náměstí
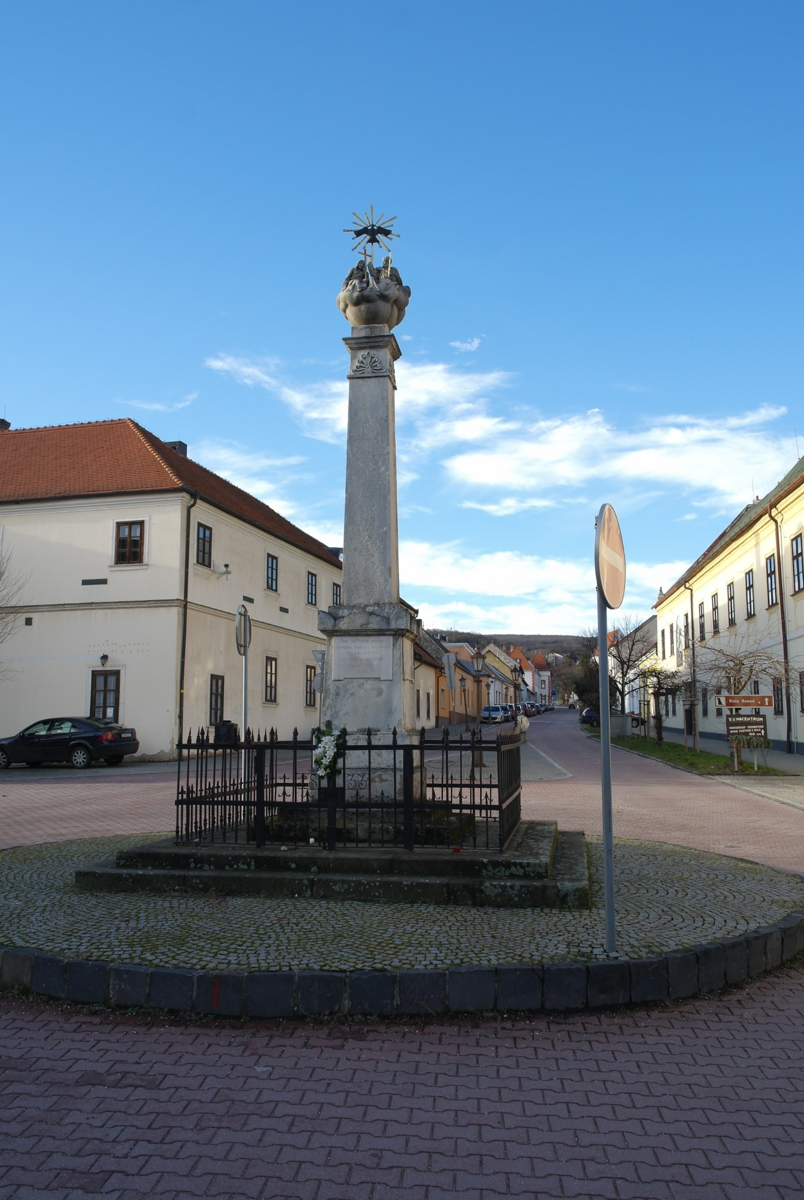
Morový sloup na náměstí (trojička)
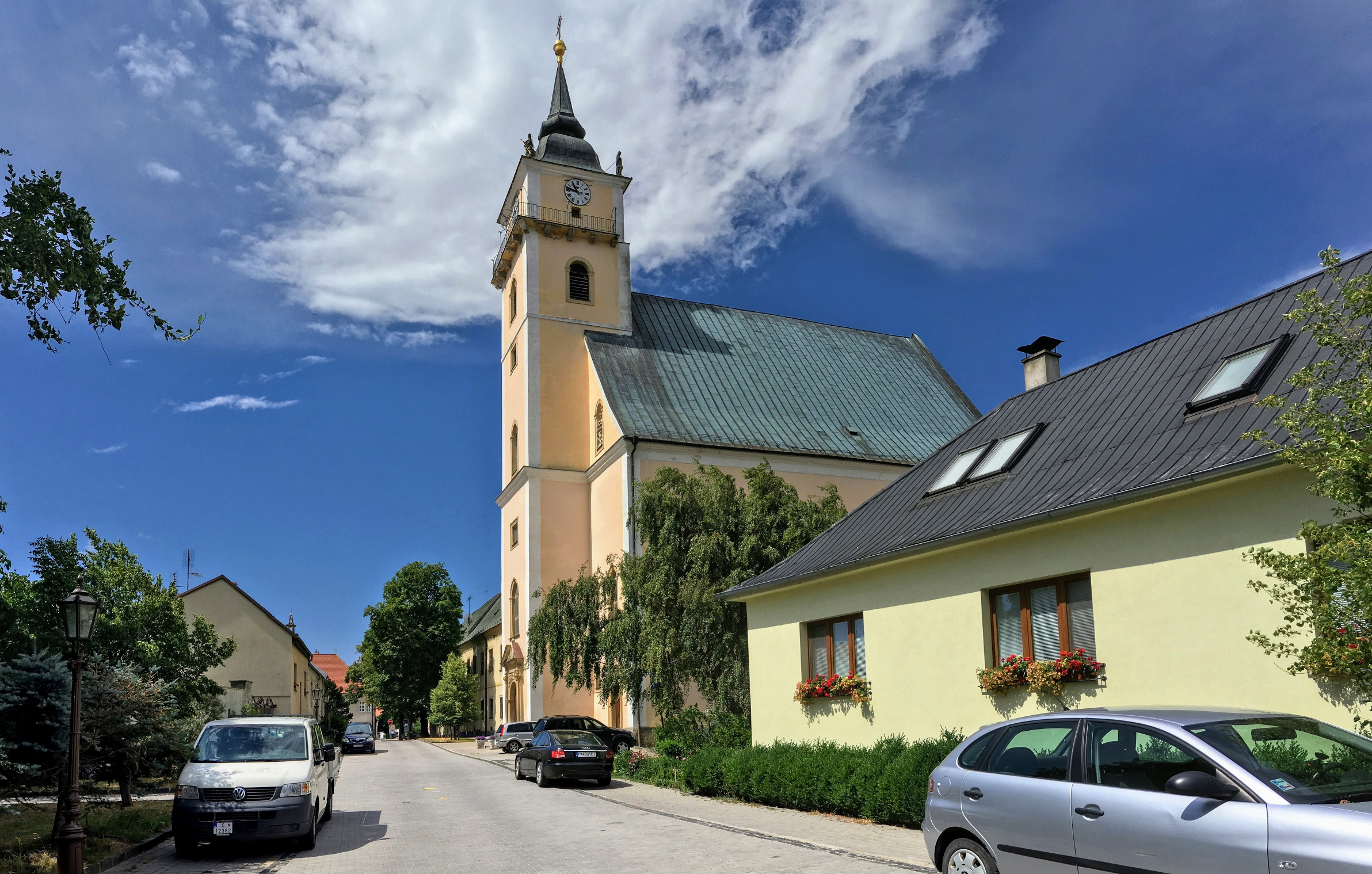
Kostel Svaté Trojice
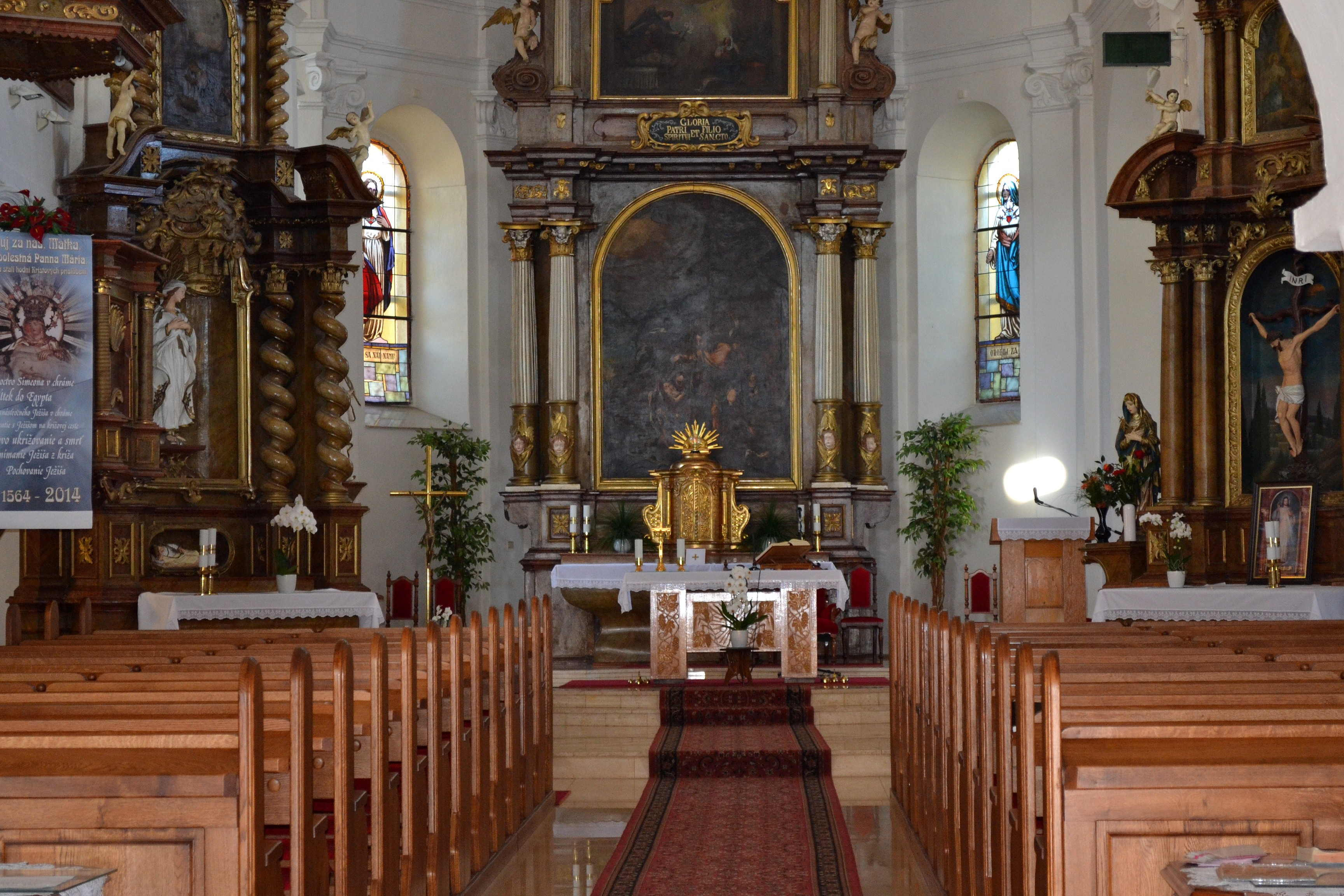
Kostel Svaté Trojice (Dolní kostel)